# Остерија дел Гало (Болоња)
Остерија дел Гало (итал. Osteria del Gallo) је насеље у Италији у округу Болоња, региону Емилија-Ромања.
Према процени из 2011. у насељу је живело 43 становника. Насеље се налази на надморској висини од 29 м.